# فرانسيسكو لوزون
قالب:Family name hatnote

فرانسيسكو لوزون لوبيز (1 يناير 1948 - 17 فبراير 2021) (بالإنجليزية: Francisco Luzón López)‏ (في هذا الاسم الإسباني، يكون الاسم الأول أو اسم الأب هو لوزون واسم العائلة الثاني أو الأم هو لوبيز.) كان مصرفيًا وخبيرًا اقتصاديًا إسبانيًا. ساعد في تحويل الخدمات المصرفية في إسبانيا وأمريكا اللاتينية على مدى الثلاثين عامًا الماضية ، حيث قاد البنوك مثل بانكو بيلباو فيزكايا أرجنتاريا ومجموعة سانتاندر . تم تشخيص إصابة لوزون بمرض التصلب الجانبي الضموري في أكتوبر 2013 وأنشأت مؤسسة فرانسيسكو لوزون لتمويل أبحاث التصلب الجانبي الضموري.

## السيرة الذاتية
ولد لوزون في عائلة متواضعة في كانافيت في مقاطعة قونكة.
التحق بكلية الأعمال والاقتصاد بجامعة إقليم الباسك بمنحة عن جدارة.
بدأت حياته المهنية في مصرف دي فيزكايا في عام 1972 ، حيث عمل في العديد من الفروع في جميع أنحاء إسبانيا.
شغل في العديد من المناصب الدولية رفيعة المستوى داخل البنك حتى أصبح مديرًا في عام1987.
في عام 1988 ، أشرف على الاندماج بين مصرف دي فيزكايا و مصرف دي بلباو ، والتي شكلت مصرف بيلباو فيزكايا أرجنتاريا واعتبر لوزون أول مدير لها.
في عام 1989 ، عين وزير الاقتصاد والمالية كارلوس سولشاغا لوزون لقيادة بنك اسبانيا الأجنبي ،
بعد ميغيل بوير ، بفضل خبرته في القطاع المصرفي في إسبانيا.
في عام 1991 ، أصبح رئيسًا لـمصرف أرجنتاريا بالإسبانية ، التي دمجت ستة بنوك مختلفة في جميع أنحاء إسبانيا.

من عام 1993 إلى عام 1998 ، مرت بعملية خصخصة وازدادت قيمتها بمقدار 800 مليار بيزيتا.
في عام 1996 ، أصبح مديرًا لمصرف سانتاندر وشغل منصب نائب المدير العام لرئيسه ، إميليو بوتين.
في يناير 1999 ، تم دمج البنك مع المصرف المركزي الاسباني لتشكيل مصرف سانتاندر هيسبانو بالإسبانية المركزي.
أثناء عمله في مصرف سانتاندر ، قام بتوسيع البنك ليشمل أمريكا اللاتينية ، حيث كان له افرع في 10 دول مختلفة وضم العديد من البنوك الأخرى في أمريكا اللاتينية.
طوال حياته المهنية ، كان لوزون نشطًا بشكل كبير في المؤسسات والمنظمات التي دعمت البحث والتعليم كوسيلة لتعزيز التنمية الاجتماعية والتقدم.
شغل منصب رئيس مؤسسة مصرف اسبانيا الخارجي و مؤسسة أرجنتاريا ،وكان أحد أمناء مؤسسة برنسيسا دي أستورياس [بالإسبانية] ،
و مؤسسة المساعدة ضد إدمان المخدرات [بالإسبانية] ،
ومؤسسة كوفاكس [بالإسبانية].
شغل منصب رئيس المجلس الاجتماعي ل جامعة كاستيا لا مانتشا من عام 1996 إلى عام 2008.
مع توسع مصرف سانتاندر في أمريكا اللاتينية ، ساعد في الإشراف على تنفيذ يونيفرسيا ، التي كانت عبارة عن شبكة من الجامعات الناطقة بالإسبانية. لقد وقعت أكثر من 700 اتفاقية داخل الشبكة وأضفت أكثر من 19 مليون طالب ومعلم. في الوقت نفسه ، قام بترقية برنامج فوديس ، وهو برنامج مخصص لتدريب المواهب المهنية في أمريكا اللاتينية ، والذي ساعد 350 طالبًا في الوصول إلى مناصب على المستوى التنفيذي.
تقاعد لوزون من مصرف سانتاندر هيسبانو في عام 2013 ، وحصل على معاش تقاعدي قدره 65 مليون يورو ، دخل 52 ٪ منه إلى وزارة المالية.
ثم كرس نفسه للعالم الأكاديمي ، وأصبح أستاذاً في مدرسة الأعمال الدولية الصينية الأوروبية في شنغهاي.
كما شغل منصب نائب رئيس المكتبة الوطنية الإسبانية وكان رئيسًا للمعهد الكاثوليكي لإدارة الأعمال.
عمل في مجلس أمريكا اللاتينية في جامعة جورج تاون وكان عضوًا في المجلس الاستشاري العالمي لكلية الإدارة في جامعة ييل.
كان مستشارًا في بنك التنمية للبلدان الأمريكية وآلية الاستقرار المالي الأوروبي ،بينما كان يعمل أيضًا مستشارًا لحكومة بورتوريكو بفضل مساهماته في منطقة البحر الكاريبي وأمريكا اللاتينية.
في 14 نوفمبر 2011 ، حصلت على وسام الاستحقاق في العمل ،حصل على جائزة من مجلس الوزراء ووزارة العمل عن مسيرته المهنية التي امتدت أربعين عامًا.
في 21 يونيو من ذلك العام ، حصل على درجة الدكتوراه الفخرية من جامعة كاستيلا لا مانشا بفضل مساهماته للأكاديميين.
حصل على تقدير من أعمال أمريكا اللاتينية في عام 2016 بفضل مساهماته في المجالات العامة والخاصة في أمريكا اللاتينية.
في 9 ديسمبر / كانون الأول 2016 ، تلقى وسام الصليب الأكبر من وسام ألفونسو العاشر ، الحكيم تقديراً لاستحقاقه في مجالي التعليم والبحث.

توفي فرانسيسكو لوزون من مرض التصلب الجانبي الضموري في مدريد في 17 فبراير 2021 عن عمر يناهز 73 عامًا.